# نوماندييز دوي
نوماندييز دوي (بالفرنسية: Noumandiez Doue)‏ (مواليد 29 سبتمبر 1970) هو حكم كرة قدم إيفواري.
سبق وأن أدار مباريات في كأس الأمم الأفريقية 2010، كأس العالم للشباب تحت 20 سنة 2011، نهائي دوري أبطال أفريقيا 2011 وكأس العالم للأندية 2011.

## وصلات خارجية
- نوماندييز دوي على موقع Soccerway.com (الإنجليزية)